# Oestrimnios
Oestrimnios (de «Extremo Occidente») es un nombre dado en la antigüedad a los habitantes del territorio de lo que hoy son Portugal y Galicia, comparable a Finisterre, el "fin de la tierra", desde una perspectiva del Mediterráneo. 
Sus habitantes se llamaban Oestrimni por su ubicación. 
El poeta romano de temas geográficos del siglo IV d. C., Rufus Avienus Festus, en su Ora Maritima ("costa marítima"), un poema inspirado en un antiguo texto marino griego, el Periplo massaliota, registró que Oestriminis estaba habitada por los Oestrimni, un pueblo que había vivido allí durante mucho tiempo, y cuyas gentes que tuvieron que huir de su tierra natal después de una invasión de serpientes. 
Su poema no tiene ningún fundamento arqueológico o histórico, salvo el nombre poético que a veces se ha aplicado a los habitantes paleolíticos del lado atlántico de la península ibérica. 
La expulsión de los Oestrimni, de Ora Maritima:
| Post illa rursum quae supra fati sumus, magnus patescit aequoris fusi sinus Ophiussam ad usque. rursum ab huius litore internum ad aequor, qua mare insinuare se dixi ante terris, quodque Sardum nuncupant, septem dierum tenditur pediti via. Ophiussa porro tanta panditur latus quantam iacere Pelopis audis insulam Graiorum in agro. haec dicta primo Oestrymnis est locos et arva Oestrymnicis habitantibus, post multa serpens effugavit incolas vacuamque glaebam nominis fecit sui. | Tras aquellas tierras, sobre las que antes hemos hablado, de nuevo se abre una gran ensenada, que abarca una extensa llanura marina hasta Ofiusa. Retrocediendo desde su litoral hacia el llano del mar interno por donde dije antes que el mar, al que llaman Sardo, se adentraba en las tierras, se emplean siete días de marcha a pie. Ofiusa presenta un flanco tan prominente hacia adelante, cuanto oyes que se extiende la isla de Pélope en tierras de los griegos. Al principio se la denominó Oestrimnis, y los habitantes de estos lugares y campos eran los oestrímnicos; posteriormente una plaga de serpientes puso en fuga a sus habitantes y logró que esta tierra quedara despojada hasta de su propio nombre. |

Ophiussa ("país de las serpientes") fue un nombre utilizado por los antiguos griegos para referirse a la península ibérica. Se especula la posible relación con los celtas saefes que ocuparon ciertas partes de la península en el siglo VI a. C., y que tenían como animal totémico a la serpiente.